# Лерой, Мервин
Ме́рвин Леро́й (англ. Mervyn LeRoy; 15 октября 1900 — 13 сентября 1987) — американский кинорежиссёр, кинопродюсер, актёр.

## Биография
Родился в еврейской семье. Его дед со стороны отца владел процветающим универмагом в Сан-Франциско. Землетрясение 1906 года уничтожило универмаг; он был хорошо застрахован, но страховая компания обанкротилась от последствий землетрясения. Таким образом семья Лероя оказалась разорена. Для заработка молодой Мервин продавал газеты, участвовал как певец в шоу молодых дарований, затем в водевилях. Вскоре он вместе со своим двоюродным братом Джесси Ласки отправился в Голливуд.
Работал костюмером, ассистентом оператора, затем участвовал в немом кино как автор гэгов и актёр. В 1927 году дебютировал как режиссёр фильмом «Некуда идти».
В первой половине 1930-х годов поставил свои наиболее прославленные фильмы — «Маленький Цезарь» (1931), «Я — беглый каторжник» (1932), «Золотоискатели 1933-го года» (1933). В 1938 году стал главой MGM, где, в частности, выступил продюсером и отчасти режиссёром фильма «Волшебник страны Оз». Благодаря Лерою получили известность такие актёры, как Кларк Гейбл, Лоретта Янг, Роберт Митчем и Лана Тёрнер.
8 февраля 1960 года он получил звезду на голливудской «Аллее славы» за вклад в киноиндустрию.

## Избранная фильмография
- 1931 — Маленький Цезарь / Little Caesar
- 1931 — Пять последних звёзд / Five Star Final
- 1932 — Две секунды / Two Seconds
- 1932 — Трое в паре / Three on a Match
- 1932 — Я — беглый каторжник / I Am a Fugitive from a Chain Gang
- 1932 — Высокое давление / High Pressure
- 1933 — Золотоискательницы 1933 года[англ.] / Gold Diggers of 1933
- 1936 — Энтони несчастный / Anthony Adverse
- 1937 — Они не забудут / They Won’t Forget
- 1940 — Мост Ватерлоо / Waterloo Bridge
- 1940 — Побег[англ.] / Escape
- 1941 — Джонни Игер / Johnny Eager
- 1942 — Случайная жатва / Random Harvest
- 1944 — Тридцать секунд над Токио / Thirty Seconds Over Tokyo
- 1946 — Безоговорочно[англ.] / Without Reservations
- 1949 — Ист-сайд, Вест-сайд[англ.] / East Side, West Side
- 1949 — Маленькие женщины
- 1949 — Крупная ставка[англ.] / Any Number Can Play
- 1951 — Камо грядеши / Quo Vadis
- 1952 — Миллион долларов для русалки[англ.] / Million Dollar Mermaid
- 1955 — Мистер Робертс / Mister Roberts
- 1956 — Дурная кровь / The Bad Seed
- 1958 — Трудно быть сержантом[англ.] / No Time for Sergeants
- 1961 — Дьявол в 4 часа[англ.] / The Devil at 4 O’clock
- 1962 — Цыганка[англ.] / Gypsy